# Collégiale Saint-Servais de Quedlinbourg
L'église collégiale Saint-Servais (en allemand : Stiftskirche St. Servatius et également connue comme cathédrale de Quedlinbourg) est un édifice religieux protestant de l'Église protestante en Allemagne centrale sis à Quedlinbourg en Allemagne. D'architecture romane l'église fut construite entre 1070 et 1129 et est dédiée aux saints Denis et Servais. 

## Description
La basilique à trois nefs à toit plat, était l'église de la Fondation des femmes de Quedlinbourg. 

## Classement
L'église est classée au patrimoine mondial de l'UNESCO depuis 1994, en même temps que la vieille ville de Quedlinbourg et son château. Comme 'bien culturel' elle est également protégée par la Convention de La Haye et est inscrite sur la liste des monuments de la ville de Quedlinbourg. 

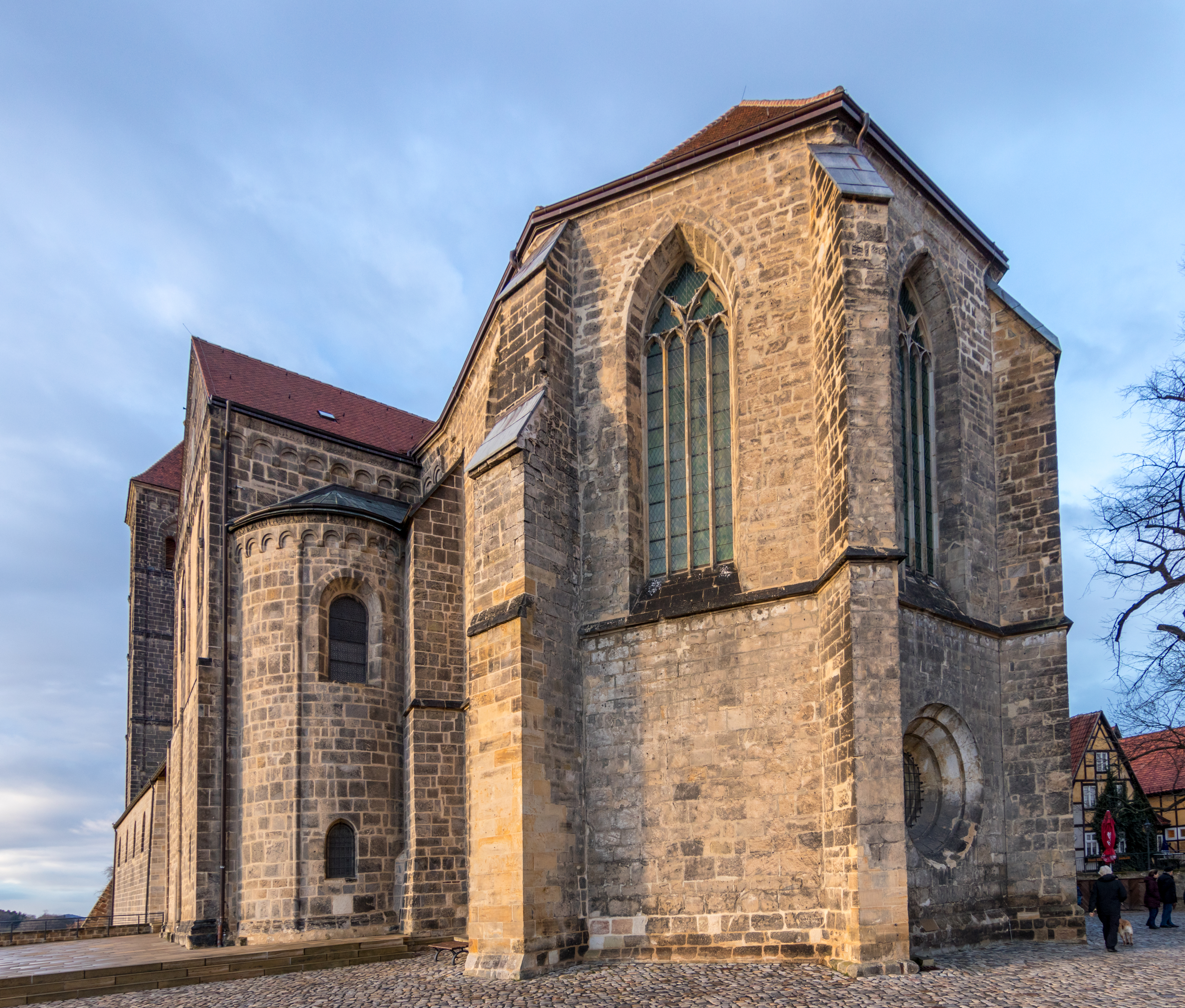
La collégiale Saint-Servais.

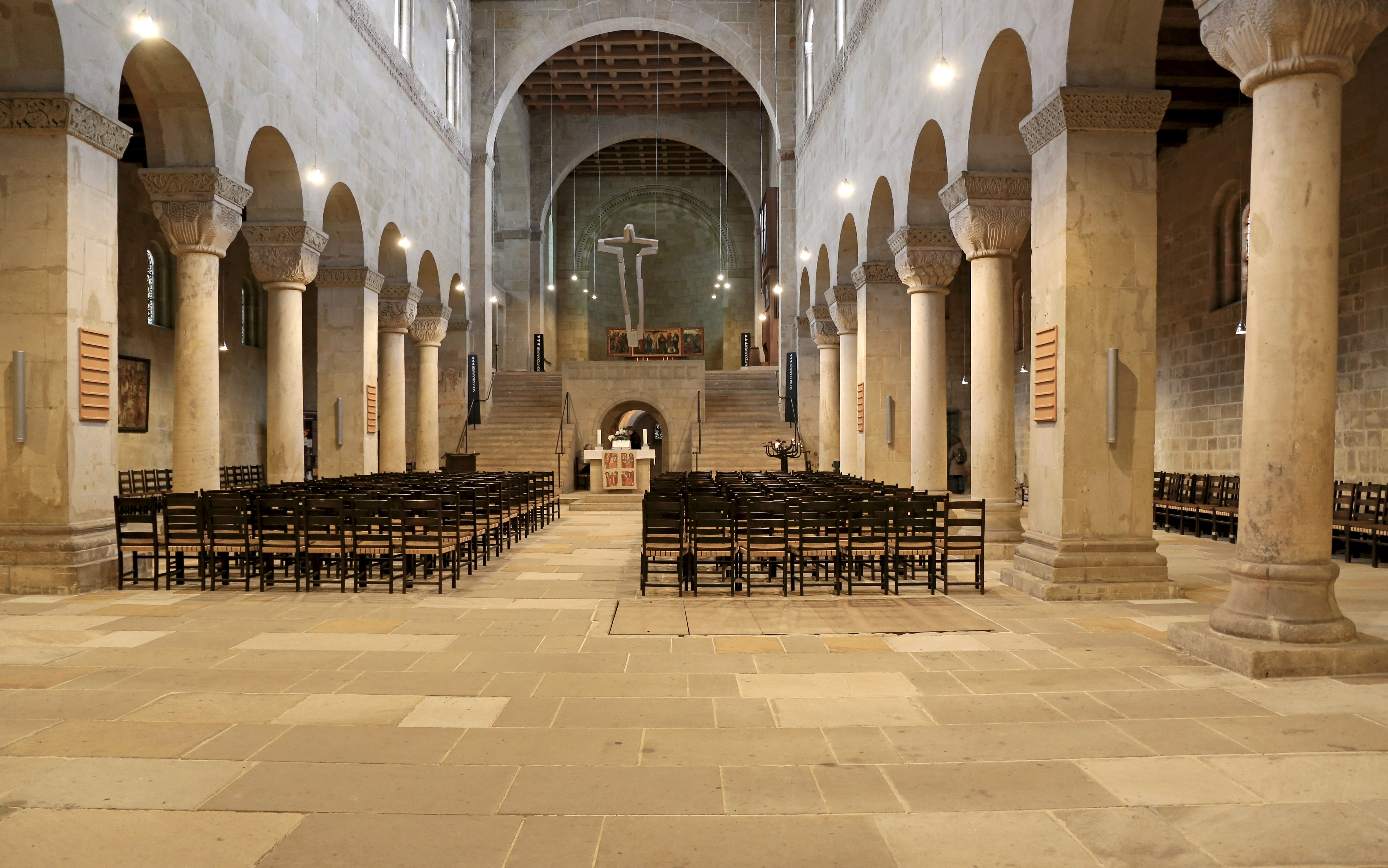
Nef de l'église.

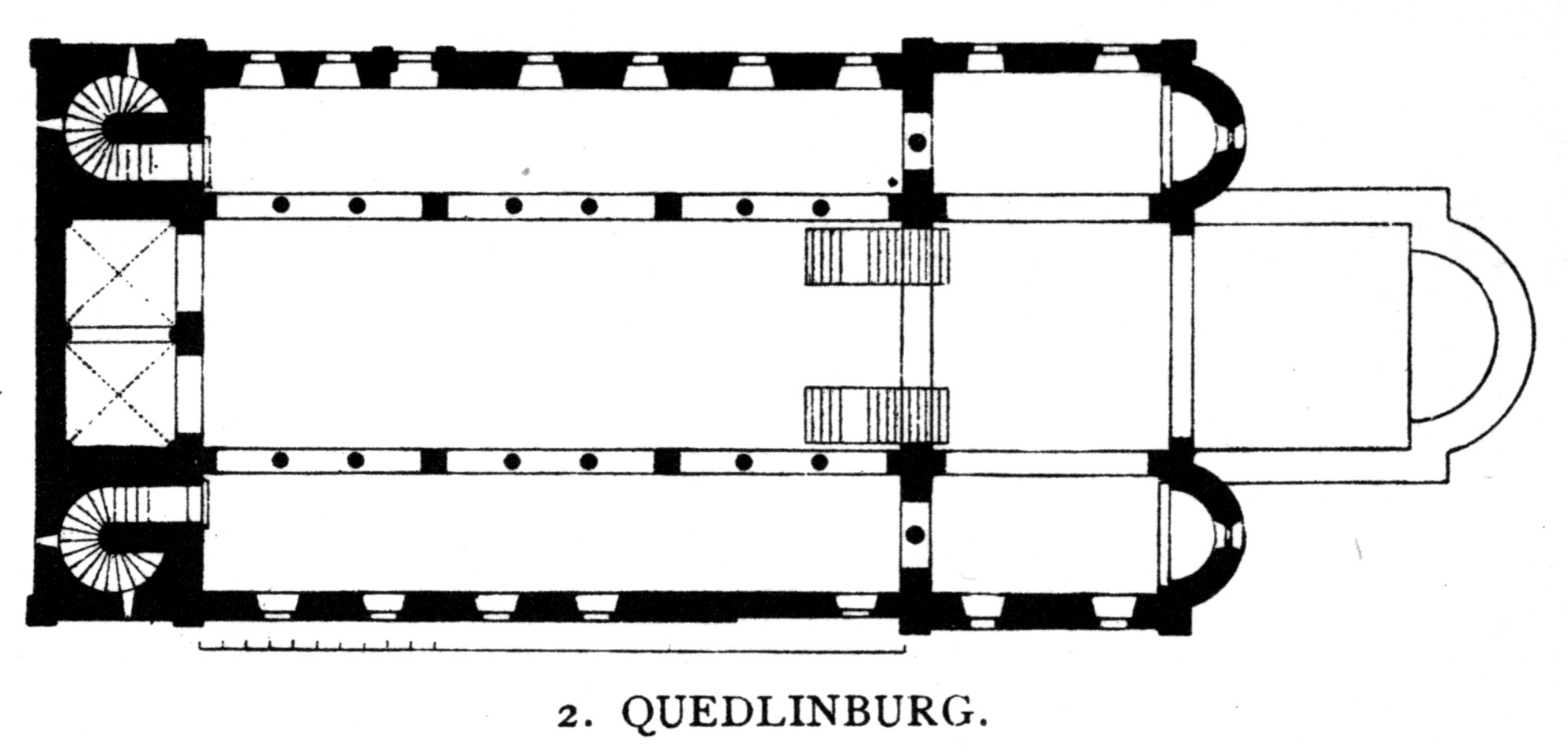
Plan de l'église.

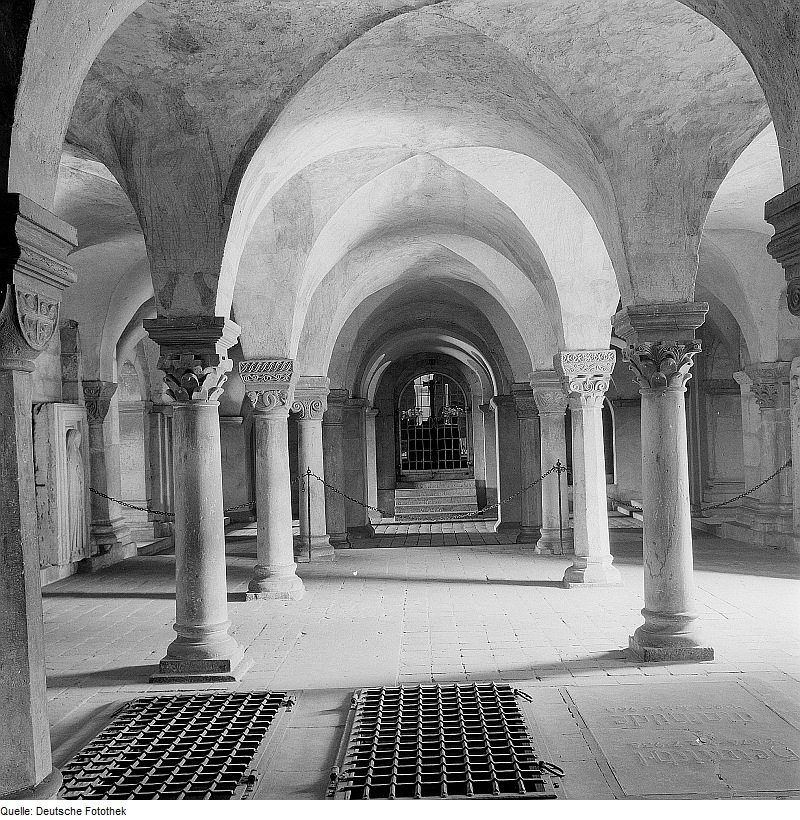
Crypte de l'église (photo ancienne).

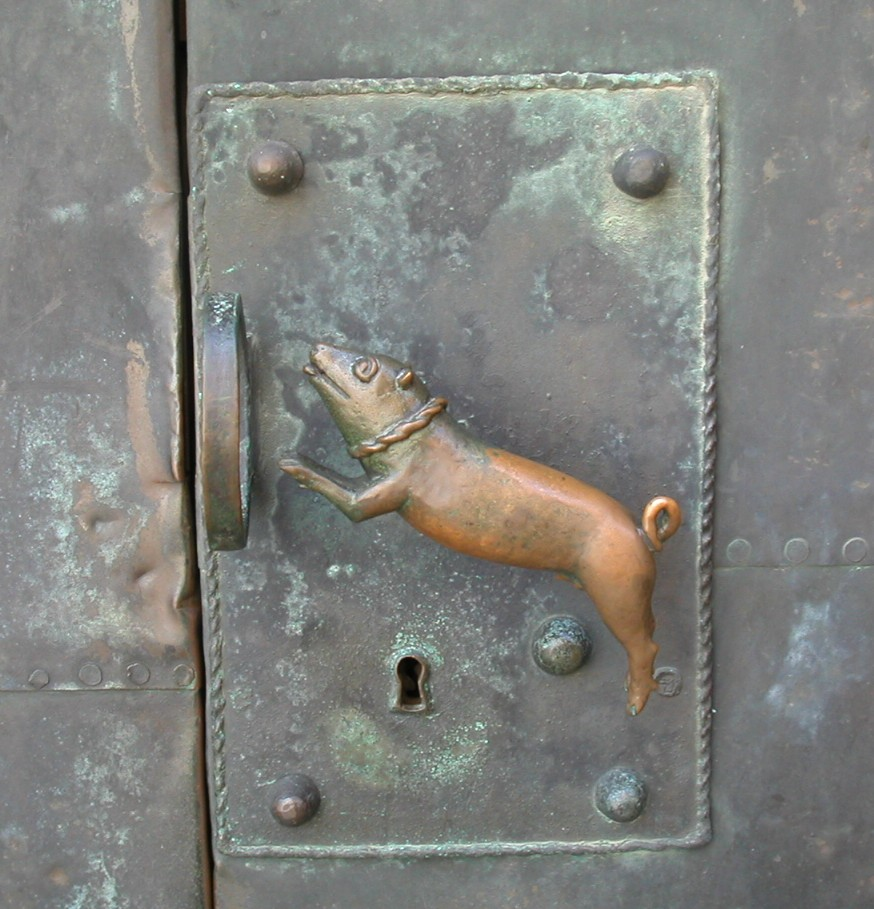
Poignée de porte de la collégiale en forme de Innerer Schweinehund, représentation de la "flemme" (paresse).

## Curé et prédicateur de la cour de Saint-Servais
- 1565–1603: Matthäus Absdorf
- 1603–1611: Andreas Leopoldi
- 1612–1643: Jacob Hermsdorf
- 1643–1647: Johannes Höfer (1636)
- 1647–1656: Daniel Heimburger
- 1656–1662: Jacob Nicolaus Röser
- 1662–1663: Johann Hoffmann
- 1663–1671: Heinrich Purgold
- 1672–1684: Jacob Röser
- 1684–1690: Sethus Calvisius le Jeune (de)
- 1690–1693: Christian Scriver (de)
- 1693–1694: Justus Lüders
- 1695–1697: Friedrich Weise (de)
- vacant
- 1701–1703: Friedrich Ernst Kettner (de)
- 1703–1732: Johann Ernst von der Schulenburg
- 1733–1736: Georg Heinrich Riebow (de)
- 1736–1740: Christian Ernst Simonetti (de)
- 1740–1749: Heinrich Meene (de)
- 1750–1754: Johann Andreas Cramer
- 1754–1760: Nikolaus Dietrich Giseke (de)
- 1760–1799: Friedrich Eberhard Boysen
- 1799–1812: Johann August Hermes
- 1813–1821: Johann Christoph Jena
- 1821–1853: Karl Fricke
- 1854–1866: Eduard Brinkmann
- 1866–1869: Gustav Weber
- 1869–1872: Julius Richter
- 1873–1887: Hermann Behrends
- 1887–1895: Theodor Jesse
- 1895–1911: Johannes Scheele
- 1912–1922: Friedrich Lindner
- 1922–1928: Leopold Caesar
- 1929–1930: Friedrich Schammer
- 1930–1947: Johannes Schmidt
- 1947–1955: Rudolf Hein
- 1956–1964: Hermann Schneider
- 1965–1992: Friedemann Goßlau (de)

## Sources
1. ↑  Collegiate Church, Castle, and Old Town of Quedlinburg, sur la liste du patrimoine mondial de l'UNESCO.